# Andryes
Andryes település Franciaországban, Yonne megyében. Lakosainak száma 445 fő (2022. január 1.). Andryes Clamecy, Billy-sur-Oisy, Oisy, Surgy, Courson-les-Carrières és Druyes-les-Belles-Fontaines községekkel határos.

## Népesség
A település népességének változása:
| Lakosok száma | 443  | 406  | 416  | 399  | 412  | 425  | 438  | 440  | 445  |
|               | 2013 | 2015 | 2016 | 2017 | 2018 | 2019 | 2020 | 2021 | 2022 |